# Patriarcado Latino de Constantinopla
O Patriarcado Latino de Constantinopla ou Patriarcado de Constantinopla dos Latinos (em latim: Patriarchatus Constantinopolitanus Latinorum) foi uma circunscrição eclesiástica da Igreja Católica do rito latino, criada na esteira da Quarta Cruzada e da criação do Império Latino. Feito uma sé titular em 1472, foi suprimido em 1964.
Desde então, a Igreja Católica Romana reconhece como Patriarca de Constantinopla o Patriarca Ecumênico de Constantinopla.

## História
Como resultado do Grande Cisma do Oriente de 1054, a Igreja Latina e a Oriental haviam se separado, lançando anátemas e excomunhões mútuas e considerando cada um como guardião da ortodoxia cristã. A oposição, não apenas religiosa, levou a confrontos cada vez mais freqüentes entre os dois mundos opostos: o mundo feudal cada vez mais agressiva do Ocidente e do Império Bizantino em declínio.
Indicador da progressiva deterioração das relações foi a relação especial que ligava o Império Bizantino à República de Veneza, sua ex-província, que se tornou independente e em várias ocasiões tinham fornecido apoio militar com a sua poderosa frota contra até ganhar, com a Bula dourada de Aleixo I Comneno de 1082, importantes privilégios comerciais que o fizeram subir à categoria de agente mercantil principal no império: foi o prêmio por ter defendido a Grécia desde o assalto dos Normandos de Roberto de Altavila. As concessões iniciais foram posteriormente confirmadas e ampliadas pelos imperadores bizantinos subsequentes, com novos monopólios, privilégios e isenções cada vez mais amplas, que a tornaram cada vez mais dependente do mercado grego de Veneza e, finalmente, havia se tornado tão insuportável a ponto de causar uma reação violenta de Manuel I Comneno, que em 1171 tinha preso 10.000 colonos venezianos em Constantinopla, e todos os outros residentes no império tiveram os bens apreendidos, desencadeando um conflito que foi resolvido em favor do império e forçou Veneza a chegar a um acordo.
Em 1204, na Quarta Cruzada, inicialmente desviada para Constantinopla para apoiar as reivindicações dinásticas de Aleixo IV Ângelo frente à reação grega, invadiram e saquearam a cidade e estabeleceu-se o Império Latino. Na organização do novo Estado foi criado o cargo do Patriarca Latino de Constantinopla, reservado a um veneziano, para orientar o clero católico na sequência da conquista e substituir o antigo Patriarcado Ortodoxo, que sobreviveu no resto dos territórios bizantinos.
O queda do Império Latino em 1261, com a reconquista da cidade para mãos bizantinas, o título imperial e o patriarcado sobreviveram de forma titular no Ocidente e em 1964, o Patriarcado foi finalmente suprimido.

## Patriarcas
- Tomás Morosini † (1204-1211)
- Fantino Dandolo † (1211-1215)
- Gervásio † (1215-1219)
  - Sede vacante (1219-1221)
- Mateus † (1221-1226)
- João de Abbeville † (1226-1227)
- Simão † (1227-1233)
  - Sede vacante (1233-1234)
- Nicolau de Castro Arquato † (1234-1251)
  - Sede vacante (1251-1253)
- Pantaleão Justiniano † (1253-1286)

## Patriarcas titulares
- Girolamo Masci † (1278 - 1288)
- Pietro Correr † (1288-1302)
- Leonardo Faliero † (1302- c. 1305)
- Nicolau de Tebas † (c. 1308- c. 1331)
- Gozzio Battaglia † (1335-1339)
- Rolando d'Asti † (1339)
- Henrique de Asti † (1339-1345)
- Estêvão de Pinu † (1346)
- Guilherme de Constantinopla † (1346-1364)
- Pedro Tomás † (1364-1366)
- Paulo de Tebas † (1366-1370)
- Ugolino Malabranca † (1371- c. 1375)
- Giacomo d'Itri † (1376 - 1378)
- Guglielmo d'Urbino † (1379)
- Paulo Tágaris † (1379)
  - Sede vacante (1379-1390)
- Angelo Correr † (1390 - 1405 nomeado Cardeal-presbítero de San Marcello)
- Luigi di Mitilene † (1406-1408)
- Antonio Correr † (1408-1409)
- Afonso de Sevilha † (1409)
- Francesco Lando † (1409 - 1412 nomeado Cardeal-presbítero de Santa Croce in Gerusalemme)
- Jean de la Rochetaillée † (1412 - 1423)
- Giovanni Contarini † (1424 - 1438)
- Francesco Condulmer (1438 - 1453)
- Isidoro de Kiev (1458 - 1463)
- Basílio Bessarion † (1463 - 1472)
- Pietro Riario † (1472 - 1474)
- Hieronymus Landus † (1497 - 1497)
- Giovanni Michiel † (1497 - 1503)
- Juan de Borja Lanzol de Romaní † (1503 - 1503)
- Francisco Lloris y de Borja † (1503 - 1506)
- Marco Cornaro † (1506 - 1507)
- Tamás Bakócz † (1507 - 1521)
- Marco Cornaro † (1521 - 1524)
- Egídio de Viterbo † (1524 - 1530)
- Francesco de Pisauro † (1530 - 1545)
- Marino Grimani † (1545 - 1546)
- Ranuccio Farnese † (1546 - 1550)
- Fabio Colonna † (1550 - 1554)
- Ranuccio Farnese † (1554 - 1565)
- Scipione Rebiba † (1565 - 1573 nomeado Cardeal-bispo de Albano)
- Prospero Rebiba † (1573 - 1593 nomeado bispo de Catania)
- Silvio Savelli † (1594 - 1596 nomeado Cardeal-diácono de Santa Maria in Via Lata)
- Hercules Tassoni † (1596 - 1597)
- Bonifazio Bevilacqua Aldobrandini † (1598 - 1599 nomeado Cardeal-diácono de Sant'Anastasia)
- Bonaventura Secusio a Caltagirone † (1599 - 1618)
- Ascanio Gesualdi † (1618 - 1638)
- Francesco Maria Macchiavelli † (1640 - 1641 nomeado Cardeal-presbítero dos Santos João e Paulo)
- Giovanni Giacomo Panciroli † (1641 - 1643 nomeado Cardeal-presbítero de Santo Estêvão no Monte Celio)
- Giovanni Battista Spada † (1643 - 1654 nomeado Cardeal-presbítero de Santa Susanna)
- Volumnio Bandinelli † (1658 - 1660 nomeado Cardeal-presbítero de San Martino ai Monti)
- Stefano Ugolini † (1667 - 1681)
- Odoardo Cibo † (1689 - 1706)
- Lodovico Pico della Mirandola † (1706 - 1712 nomeado Cardeal-presbítero de San Silvestro in Capite)
- Andrea Riggio † (1716 - 1717)
- Camilo Cybo † (1718 - 1729  nomeado Cardeal-presbítero de Santo Estêvão no Monte Celio)
- Mondilio Orsini † (1729 - 1751)
- Ferdinando Maria de Rossi † (1751 - 1759 nomeado Cardeal-presbítero de San Silvestro in Capite)
- Filippo Caucci † (1760 - 1771)
- Juan Portugal de la Puebla † (1771 - 1781)
- Francesco Antonio Marucci † (1781 - 1798)
- Benedetto Fenaja † (1805 - 1823)
- Giuseppe della Porta Rodiani † (1823 - 1835 nomeado Cardeal-presbítero de Santa Susanna)
- Giovanni Soglia Ceroni † (1835 - 1839 nomeado Cardeal-presbítero de Santi Quattro Coronati)
- Antonio Maria Traversi † (1839 - 1842)
- Giovanni Giacomo Sinibaldi † (1843 - 1843)
- Fabio Maria Asquini † (1844 - 1845 nomeado Cardeal-presbítero de Santo Estêvão no Monte Celio)
- Giovanni Giuseppe Canali † (1845 - 1851)
- Domenico Lucciardi † (1851 - 1851)
- Giuseppe Melchiade Ferlisi † (1860 - 1865)
- Ruggero Luigi Emidio Antici Mattei † (1866 - 1875 nomeado Cardeal-presbítero de San Lorenzo in Panisperna)
- Giacomo Gallo † (1878 - 1881)
- Giulio Lenti † (1887 - 1895)
- Giovanni Battista Casali del Drago † (1895 - 1899 nomeado Cardeal-presbítero de Santa Maria della Vittoria)
- Alessandro Sanminiatelli Zabarella † (1899 - 1901 nomeado Cardeal-presbítero de Santos Marcelino e Pedro)
- Carlo Nocella † (1901 - 1903 nomeado Cardeal-presbítero de São Calisto)
- Giuseppe Ceppetelli † (1903 - 1917)
- Michele Zezza di Zapponeta † (1923 - 1927)
- Antonio Anastasio Rossi † (1927 - 1948)